# Martillac
Martillac là một xã trong tỉnh Gironde, thuộc vùng Nouvelle-Aquitaine của nước Pháp, có dân số là 2020 người (thời điểm 1999). Xã nằm trong vùng đô thị của thành phố Bordeaux. Trong khi Martillac trong năm 1962 còn có trên 877 dân cư thì năm 1999 đã có 2.020 người dân. Martillac là một nơi trồng nho trong vùng trồng nho Graves.